# Anelaphus
Anelaphus is een kevergeslacht uit de familie van de boktorren (Cerambycidae). De wetenschappelijke naam van het geslacht werd voor het eerst geldig gepubliceerd in 1936 door Linsley.

## Soorten
Anelaphus omvat de volgende soorten:
- Anelaphus albofasciatus (Linell, 1897)
- Anelaphus albopilus Chemsak & Noguera, 2003
- Anelaphus badius Chemsak, 1991
- Anelaphus belkini Skiles, 1985
- Anelaphus bravoi Galileo & Martins, 2010
- Anelaphus brevidens (Schaeffer, 1908)
- Anelaphus cerussatus (Newman, 1841)
- Anelaphus cinereus (Olivier, 1795)
- Anelaphus cinnabarinum (Fisher, 1942)
- Anelaphus colombianus Martins & Galileo, 2003
- Anelaphus cordiforme Tyson, 2013
- Anelaphus crispulus (Fisher, 1947)
- Anelaphus curacaoensis Gilmour, 1968
- Anelaphus daedaleus (Bates, 1874)
- Anelaphus davisi Skiles, 1985
- Anelaphus debilis (LeConte, 1854)
- Anelaphus dentatus Chemsak, 1962
- Anelaphus eximium (Bates, 1885)
- Anelaphus extinctus (Wickham, 1914)
- Anelaphus fasciatum Fisher, 1932
- Anelaphus giesberti Chemsak & Linsley, 1979
- Anelaphus guttiventre (Chevrolat, 1862)
- Anelaphus hirtus Chemsak & Noguera, 2003
- Anelaphus hispaniolae (Fisher, 1932)
- Anelaphus hoferi (Knull, 1934)
- Anelaphus inermis (Newman, 1840)
- Anelaphus inflaticollis Chemsak, 1959
- Anelaphus inornatum (Chemsak & Linsley, 1979)
- Anelaphus jansoni Linsley, 1961
- Anelaphus lanuginosus (Bates, 1885)
- Anelaphus maculatus (Chemsak & Noguera, 1993)
- Anelaphus martinsi Monné, 2006
- Anelaphus michelbacheri Linsley, 1942
- Anelaphus misellus (Bates, 1885)
- Anelaphus moestus (LeConte, 1854)
- Anelaphus mutatum (Gahan, 1890)
- Anelaphus nanus (Fabricius, 1793)
- Anelaphus nitidipennis Chemsak & Linsley, 1968
- Anelaphus niveivestitus (Schaeffer, 1905)
- Anelaphus panamensis Linsley, 1961
- Anelaphus parallelus (Newman, 1840)
- Anelaphus piceus (Chemsak, 1962)
- Anelaphus pilosus Chemsak & Noguera, 2003
- Anelaphus praeclarus Lingafelter, 2008
- Anelaphus pumilus (Newman, 1840)
- Anelaphus punctatus (LeConte, 1873)
- Anelaphus robi Hrabovsky, 1987
- Anelaphus rusticus (LeConte, 1850)
- Anelaphus simile (Schaeffer, 1908)
- Anelaphus souzai (Zajciw, 1964)
- Anelaphus sparsus Martins & Galileo, 2003
- Anelaphus spurcus (LeConte, 1854)
- Anelaphus subdepressum (Schaeffer, 1904)
- Anelaphus subfasciatus (Gahan, 1895)
- Anelaphus subinermis Linsley, 1957
- Anelaphus submoestus Linsley, 1942
- Anelaphus subseriatus (Bates, 1885)
- Anelaphus tikalinus Chemsak & Noguera, 2003
- Anelaphus transversus (White, 1853)
- Anelaphus trinidadensis Martins & Galileo, 2010
- Anelaphus tuckeri (Casey, 1924)
- Anelaphus undulatum (Bates, 1880)
- Anelaphus velteni Vitali, 2009
- Anelaphus vernus Chemsak, 1991
- Anelaphus villosus (Fabricius, 1793)
- Anelaphus yucatecus Chemsak & Noguera, 2003